# Grand Lake (Colorado)
Grand Lake è un centro abitato (town) degli Stati Uniti d'America, situato nella contea di Grand dello Stato del Colorado. Nel censimento del 2000 la popolazione era di 447 abitanti.

## Geografia fisica
Secondo i rilevamenti dell'United States Census Bureau, Grand Lake si estende su una superficie di 2,5 km².